# Los Ayon
Los Ayon är en ort i Mexiko.   Den ligger i kommunen El Fuerte och delstaten Sinaloa, i den västra delen av landet, 1 200 km nordväst om huvudstaden Mexico City. Los Ayon ligger 79 meter över havet och antalet invånare är 142.
Terrängen runt Los Ayon är huvudsakligen platt. Los Ayon ligger nere i en dal. Runt Los Ayon är det ganska glesbefolkat, med 23 invånare per kvadratkilometer. Närmaste större samhälle är El Fuerte de Montes Claros, 2,1 km öster om Los Ayon. I omgivningarna runt Los Ayon växer huvudsakligen savannskog.